# L'alienista (serie televisiva)
L'alienista (The Alienist) è una serie televisiva statunitense basata sull'omonimo romanzo di Caleb Carr.
La prima stagione, composta da 10 episodi, è stata trasmessa negli Stati Uniti d'America dal 21 gennaio al 26 marzo 2018 sul network TNT, mentre in Italia e nel resto del mondo è stata resa disponibile su Netflix a partire dal 19 aprile 2018.
La seconda e ultima stagione, intitolata L'alienista - L'angelo delle tenebre (The Alienist: Angel of Darkness), è andata in onda nell'estate 2020, sempre su TNT. In Italia, è stata resa disponibile il 22 ottobre 2020 da Netflix.

## Trama

### Prima stagione
Nel 1896 la città di New York è vittima di brutali omicidi. Quando il corpo di un ragazzo che si prostituiva viene trovato orrendamente mutilato e abbandonato vicino al ponte di Williamsburg, ancora in costruzione, il neoeletto commissario di polizia Theodore Roosevelt chiama l'analista e dottore Laszlo Kreizler e l'illustratore John Moore, suo amico di lunga data, per indagare nella massima segretezza. A loro si aggiunge Sara Howard, la testarda segretaria del commissario, decisa a diventare la prima detective donna della città. Il gruppo si ritroverà ad avere a che fare con gangster e poliziotti corrotti, cercando di entrare nella mente del serial killer e creare un profilo psicologico di un assassino basandosi sui dettagli dei suoi delitti. Tutto questo contornato dall'ideologia e dalla società dell'epoca, in una New York in pieno sviluppo industriale, ma comunque condizionata da idee raccapriccianti sulla psicologia umana e soprattutto in continuo scontro tra quello che è peccato e malato pensare e quello che è buono e giusto.

## Episodi
| Stagione         | Episodi | Prima TV USA | Prima TV Italia |
| ---------------- | ------- | ------------ | --------------- |
| Prima stagione   | 10      | 2018         | 2018            |
| Seconda stagione | 8       | 2020         | 2020            |

## Personaggi e interpreti

### Principali
- dottor Laszlo Kreizler (stagioni 1-in corso), interpretato da Daniel Brühl, doppiato da Francesco Pezzulli.
- Sara Howard (stagioni 1-in corso), interpretata da Dakota Fanning, doppiata da Erica Necci.
- John Moore (stagioni 1-in corso), interpretato da Luke Evans, doppiato da Giorgio Borghetti.
- Theodore Roosevelt (stagione 1), interpretato da Brian Geraghty, doppiato da Marco Vivio.
- Cyrus Montrose (stagioni 1-in corso), interpretato da Robert Ray Wisdom, doppiato da Paolo Marchese.
- Marcus Isaacson (stagioni 1-2), interpretato da Douglas Smith, doppiato da Alessandro Campaiola.
- Lucius Isaacson (stagioni 1-in corso), interpretato da Matthew Shear, doppiato da Davide Albano.
- Mary Palmer (stagione 1), interpretata da Q'orianka Kilcher.
- Stevie Taggert (stagione 1, ricorrente stagione 2), interpretato da Matt Lintz (stagione 1) e Dominic Herman-Day (stagione 2), doppiato da Tito Marteddu.
- Greg Hatch (stagione 2), interpretata da David Gallagher, doppiata da Simone Veltroni.
- Bitsy Sussman (stagioni 2-in corso), interpretata da Melanie Field, doppiata da Domitilla D'Amico.

### Ricorrenti
- Paul Kelly (stagione 1), interpretato da Antonio Magro, doppiato da Davide Marzi.
- capitano Connor (stagione 1), interpretato da David Wilmot, doppiato da Gerolamo Alchieri.
- Joseph (stagione 1), interpretato da Jackson Gann, doppiato da Gabriele Caprio.
- Thomas Byrnes (stagioni 1-in corso), interpretato da Ted Levine, doppiato da Gino La Monica.
- J. P. Morgan (stagione 1), interpretato da Michael Ironside, doppiato da Stefano Mondini.
- Willem Van Bergen (stagione 1), interpretato da Josef Altin.
- signora Van Bergen (stagione 1), interpretata da Sean Young, doppiata da Cristina Boraschi.
- John Beechum (stagione 1), interpretato da Bill Heck, doppiato da Gianfranco Miranda.
- signora Moore (stagione 1), interpretata da Grace Zabriskie, doppiata da Ada Maria Serra Zanetti.
- sergente Doyle (stagioni 1-2), interpretato da Martin McCreadie.
- Flora (stagione 1), interpretata da Emanuela Postacchini.
- Joanna Crawford (stagioni 1-2), interpretato da Brittany Marie Batchelder.
- William Randolph Hearst (stagione 2), interpretato da Matt Letscher.
- dottore Markoe (stagione 2), interpretato da Michael McElhatton.
- matrona (stagione 2), interpretata da Heather Goldenhersh.
- Violet Hayward (stagione 2), interpretata da Emily Barber, doppiata da Benedetta Ponticelli.
- señora Isabella Linares (stagione 2), interpretata da Bruna Cusí.
- Narciso Linares (stagione 2), interpretato da Diego Martín.
- Bernie Peterson (stagione 2), interpretato da Demetri Goritsas.
- Goo Goo Knox (stagione 2), interpretato da Frederick Schmidt, doppiato da Riccardo Scarafoni.
- Karen Stratten (stagione 2), interpretata da Lara Pulver.

## Produzione
Nell'aprile 2015 viene annunciata la produzione di una serie basata sul romanzo di Caleb Carr, frutto dell'accordo tra Anonymous Content & Paramount Television. Inizialmente Cary Fukunaga doveva dirigere tutti gli episodi, ma nel settembre 2016 è stato sostituito da Jakob Verbruggen a causa dei conflitti di programmazione. Fukunaga è rimasto in veste di produttore esecutivo.
A novembre 2016 Daniel Brühl e Luke Evans vengono ingaggiati come protagonisti della serie. Dakota Fanning è stata scelta per il ruolo di Sara Howard a gennaio 2017. Brian Geraghty è stato scelto per il ruolo di Theodore Roosevelt, sostituendo Sean Astin, che ha dovuto lasciare la parte perché le riprese si sarebbero sovrapposte ad altri impegni.
Nell’agosto 2018 è stata confermata la produzione di una seconda e ultima stagione, dal titolo The Alienist: Angel of Darkness. Sono stati confermati i ritorni di Daniel Brühl, Luke Evans e Dakota Fanning, mentre Rosalie Swedlin e Cary Joji Fukunaga sono stati confermati come produttori esecutivi. Frank Pugliese ne sarà invece lo showrunner. È stata distribuita a partire dal 19 luglio 2020.

### Riprese
L'intera serie, pur essendo ambientata a New York, è girata a Budapest e nei Korda Studios di Etyek (Ungheria).

## Distribuzione
I diritti per la distribuzione internazionale della serie sono stati acquistati da Netflix.